# Giovanni Battista Rovedata
Giovanni Battista Rovedata (Trento, 1579/1580 – Trento, dopo il 1629) è stato un pittore italiano, noto principalmente per aver dipinto svariate pale d'altare in Trentino.

## Biografia

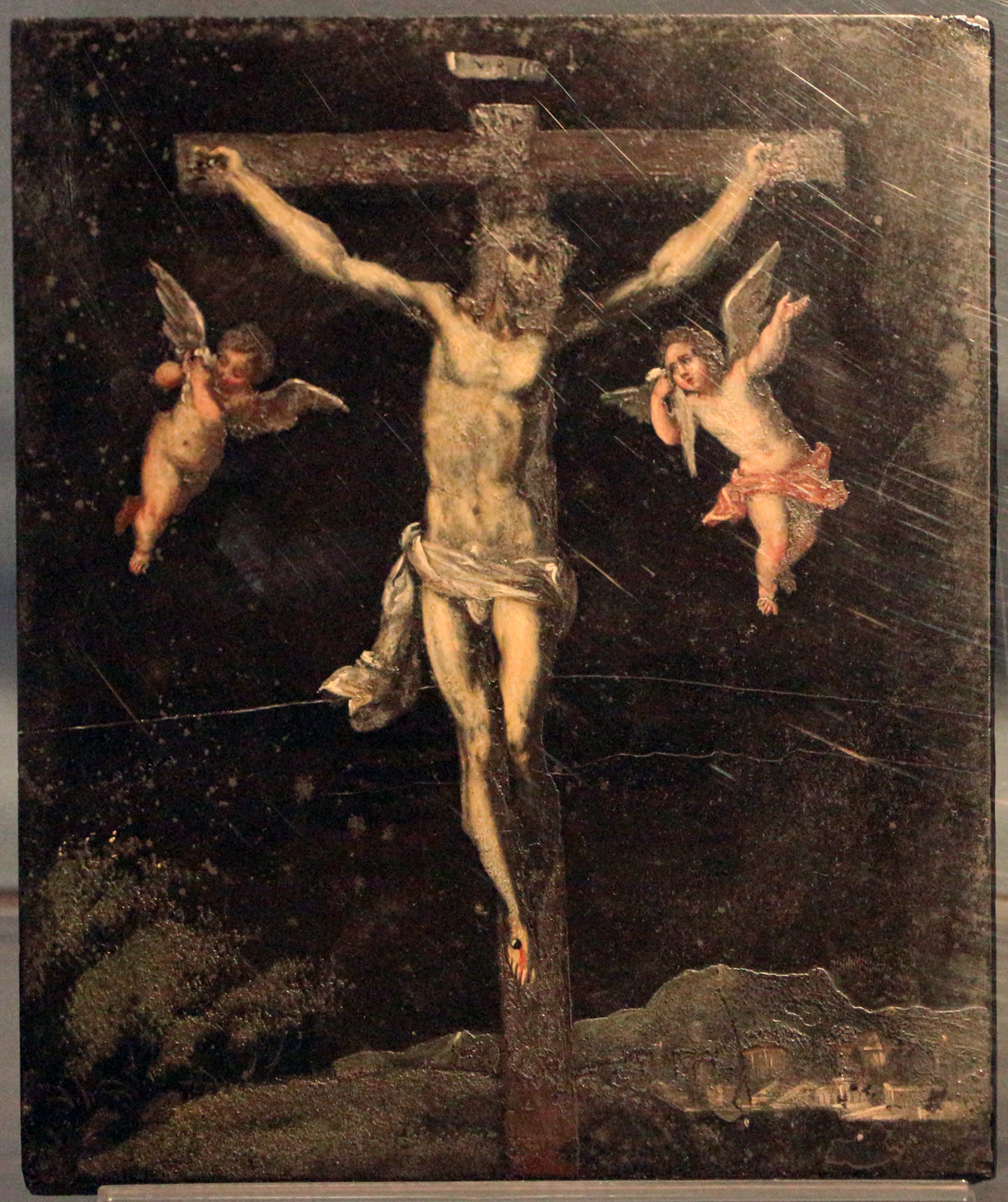
Cristo in croce tra angeli, museo diocesano tridentino

Prima degli studi di Simone Weber, Bartolomeo Dal Pozzo e Diego Zannandreis ritenevano che il pittore fosse nato a Verona. Rovedata nacque verso il 1579-1580 a Trento, figlio del pittore Pietro Antonio, del quale non ci è giunta alcuna opera, e di Eleonora de Triangi, di una famiglia di origini valtellinesi stabilitasi a Trento al'inizio del Cinquecento. Seguì certamente un periodo di formazione nell'ambito scaligero, come dimostra l'influenza esercitata sul suo stile dall'opera di Felice Brusasorzi.
L'opera più importante realizzata nel periodo giovanile è la Storia di San Francesco (1605), delle lunette affrescate nel chiostro di San Francesco all'interno del convento di San Bernardino a Verona. A Verona realizzò anche diversi dipinti murali esterni (via Roma, via Pellicciai), ormai perduti o in cattivo stato.
Nel secondo e terzo decennio del Seicento realizzò svariate pale d'altare per le chiese delle valli trentine, che risentono delle esigenze didascaliche della cultura controriformista. Le più notevoli sono la pala raffigurante S. Andrea condotto al martirio, nella chiesa di Santa Maria Assunta a Tassullo (1626) e la Incredulità di s. Tommaso nella chiesa di San Tommaso a Portolo, nella quale si coglie ancora l’incisiva influenza della cultura nordeuropea.
L'artista morì dopo il 1629, anno dell'ultima opera che ci è pervenuta, conservata nella chiesa di Santa Maria Assunta a Baselga del Bondone.

## Opere
- Storie di San Francesco d'Assisi e Episodi della vita di San Bernardino, affreschi, 1605, convento di San Bernardino a Verona
- Pala del Rosario, olio su tela, 1608, Castello del Buonconsiglio a Trento, di provenienza ignota
- Madonna del Rosario, Santi Domenico e Caterina da Siena e devoti, olio su tela (165x92 cm), 1608, chiesa di San Rocco a Volano
- Madonna con il Bambino e Santi Rocco, Sebastiano, Fabiano, Dorotea e Floriano, olio su tela (181x105 cm), 1613, pala dell'altare laterale di San Rocco nella chiesa di San Rocco a Miola (Baselga di Piné)[4]
- Incredulità di San Tommaso, olio su tela (151x92 cm), abside della chiesa di San Tommaso a Portolo
- Santissima Trinità; Sant'Antonio Abate, olio su tela, 1619, pale degli altari laterali della chiesa della Natività di S. Giovanni Battista a Flavon; Madonna del Rosario con il Bambino e i Santi Domenico, Caterina da Siena, Francesco d'Assisi, Romedio, Chiara e Barbara, olio su tela (237,5x129,5 cm), 1618, parete settentrionale della stessa chiesa[5]
- Decorazione della cantoria d'organo, 1619-21, chiesa di Santa Maria Assunta a Civezzano, degno di nota in particolare lo stemma Thun
- Madonna del Rosario e Santi Caterina d’Alessandria, Domenico, Caterina da Siena e Lucia, olio su tela (300x160 cm), 1625, pala del secondo altare laterale sinistro della chiesa di Santa Maria Assunta a Cavedine
- Sant'Andrea condotto al martirio, olio su tela (212x146 cm), 1626, parete settentrionale della navata sinistra della chiesa di Santa Maria Assunta a Tassullo; Pentecoste (1626), Martirio di Santa Caterina d'Alessandria (1627), olio su tela, cimase dei terzi altari laterali della stessa chiesa[6]
- San Francesco d'Assisi offre la regola del suo Ordine alla Madonna con Gesù Bambino e Santi, olio su tela (181x105 cm), 1626, abside della chiesa di San Rocco a Casalino (Pergine Valsugana)[7]
- Madonna con il Bambino tra San Giovanni Battista e San Rocco, olio su tela (165x92 cm), 1629, cappella laterale destra della chiesa di Santa Maria Assunta a Baselga del Bondone